# اندازه‌گیری در مکانیک کوانتومی
در مکانیک کوانتومی به تعریف دقیقی ازاندازه‌گیری نیاز است. در کوانتوم‌مکانیک، مشاهدهٔ یک شئ میکروسکوپی، منجر به تغییر عمده در حالت آن ذره می‌شود؛ بنابراین، اندازه‌گیری در مکانیک کوانتومی با اندازه‌گیری در مکانیک کلاسیک، که در آن، مشاهده و اندازه‌گیری تأثیر چندانی بر جسم ندارد متفاوت است. اندازه‌گیری در قلب مسئلهٔ تفسیر مکانیک کوانتومی قرار دارد، مسئله‌ای که هنوز توافقی بر سر آن وجود ندارد.

## مفهوم کلاسیک اندازه‌گیری
در مفهوم کلاسیک اندازه‌گیری، همواره می‌توان فرض کرد که یک نتیجه وجود دارد که با احتمال بسیار زیاد (تقریباً ۱) در محدوده‌ای معین (متناسب با دقت ابزار اندازه‌گیری)، قرار دارد و مقادیرِ دیگرِ حاصل از اندازه‌گیری دارای احتمال بسیار کم (تقریباً ۰) هستند. همچنین، تکرار این آزمایش، همیشه نتیجه‌ای در همان محدوده؛ با توجه به دقت ابزار اندازه‌گیری؛ خواهد داد. این ویژگیِ مفهوم کلاسیک اندازه‌گیری - نقش نداشتن احتمال در آن - مهم‌ترین تفاوت آن با اندازه‌گیری در مکانیک کوانتومی است.

## مقایسه با مفهوم کوانتوم مکانیکی اندازه‌گیری
فرضیات یاد شده برای مفهوم کلاسیک اندازه‌گیری، در اندازه‌گیری کوانتوم مکانیکی، همیشه برقرار نیستند. برای مثال، با فرض این‌که ذره پیش از چند آزمایش در شرایطی یکسان قرار گرفته‌است، نمی‌توان گفت که نتایج اندازه‌گیری‌ها یکسان خواهد بود.
از دیگر تفاوت‌های اندازه‌گیریِ کلاسیک و اندازه‌گیری کوانتوم مکانیکی، هنگامی که چند ویژگی جسم را اندازه‌گیری می‌کنیم آشکار می‌شود. در مورد کلاسیک، اندازه‌گیری‌های متعددِ ویژگی‌های مختلف شئ بر یکدیگر اثرگذار نیستند، اهمیتی ندارد که ابتدا طول جسم را اندازه بگیریم و بعد عرضش را، یا به عکس، اول عرض و بعد طول را و بعد هم جرم آن را اندازه‌گیری کنیم. یعنی یکی از فرضیاتِ اندازه‌گیریِ کلاسیک این است که اندازه‌گیری کمیت‌های گوناگون جسم اثری بر نتایج یکدیگر (با در نظر داشتن محدودهٔ دقت ابزار اندازه‌گیری) ندارند.
اما در حوزهٔ اندازه‌گیری کوانتوم مکانیکی، این فرض واضح نیز برقرار نیست. برای مثال، در مورد اندازه‌گیری مکان و تکانه خطی یک ذره، اندازه‌گیری کمیت‌های گوناگون برهم اثرگذارند و اولین اندازه‌گیری بر نتیجه آزمایش دوم نیز اثر خواهد گذاشت. در این‌جا این تأثیر به وسیله اصل عدم قطعیت هایزنبرگ مشخص می‌شود.

## کمیت‌های مورد اندازه‌گیری (مشاهده‌پذیرها) به عنوان عملگر
یکی از اصول مکانیک کوانتوم بیان می‌کند که متناظر با هر اندازه‌گیری یک عملگر با ویژگی‌های زیر وجود دارد:
- مشاهده‌پذیر یک عملگر هرمیتی است که فضای هیلبرت (فضای حالت شامل همهٔ حالت‌های ممکن) را به خودش می‌نگارد.
- مقادیر ویژه مشاهده‌پذیر همگی حقیقی هستند. نتایج هر آزمایش، همیشه یکی از مقادیر ویژه خودِ مشاهده‌پذیر است.
- برای هر ویژه‌مقدار یک یا چند ویژه‌بردار وجود دارد که حالت سامانه را پس از اندازه‌گیری تشکیل می‌دهد.
- مشاهده‌پذیر یک مجموعه از ویژه‌بردارها دارد که کامل هستند؛ بنابراین هر مشاهده‌پذیر یک پایه متعامد از ویژه‌بردارها را تشکیل می‌دهد. از نظر فیزیکی این مسئله به‌این معناست که هر حالت کوانتومی را می‌توان همیشه به عنوان برهم‌نهی ویژه‌حالت‌های یک مشاهده‌پذیر بیان نمود.

از مثال‌های مهم یک مشاهده‌پذیر می‌توان به این موارد اشاره کرد:
- عملگر عملگر هامیلتونی که بیان‌گر انرژی کل سامانه‌است
- عملگر تکانه: (در پایهٔ مکان)

{\displaystyle {\hat {p}}=-i\hbar {\partial  \over \partial x}}
- عملگر مکان:(در پایهٔ تکانه) {\displaystyle {\hat {x}}} که

, {\displaystyle {\hat {x}}=i\hbar {\partial  \over \partial p}}